# 波士顿地铁红线
波士顿地铁红线（英語：Red Line   (MBTA)）由马萨诸塞湾交通局运营，是波士頓地鐵的一條路線。紅線起始站为北剑桥的灰西鲱站，穿过整个剑桥市，通过朗费罗桥横跨查尔斯河，途径波士顿市中心和波士顿南站，经过肯尼迪博物馆／马萨诸塞大学站后分成两条支线，一条开往布伦特里，一条开往阿什蒙特。在剑桥市，地铁往返于城市西北和东南方向，经过萨默维尔的戴维斯广场和肯德尔广场的肯德尔/麻省理工学院站。在波特站可换乘波士顿通勤铁路。在波士顿的公园街站可换乘绿线，在市中心十字站可换乘橙线。波士顿南站是一个大型运输换乘中心，在这里可以换乘银线、美鐵和通勤铁路。在南波士顿地区，地铁可到达多切斯特 (波士頓)区，并可在肯尼迪博物馆／马萨诸塞大学站、昆西中心站和布伦特里换乘通勤铁路。乘客可在阿什蒙特站换乘阿什蒙特－马塔潘高速线轻轨前往马塔潘站。
除了阿什蒙特－马塔潘高速线的山谷路站，红线所有车站都是无障碍车站。马萨诸塞湾交通局将沃拉斯顿站关闭进行重建改造工程。工程预计于2019年夏天完工，工程结束后，该站会完全支持无障碍乘车。

## 历史

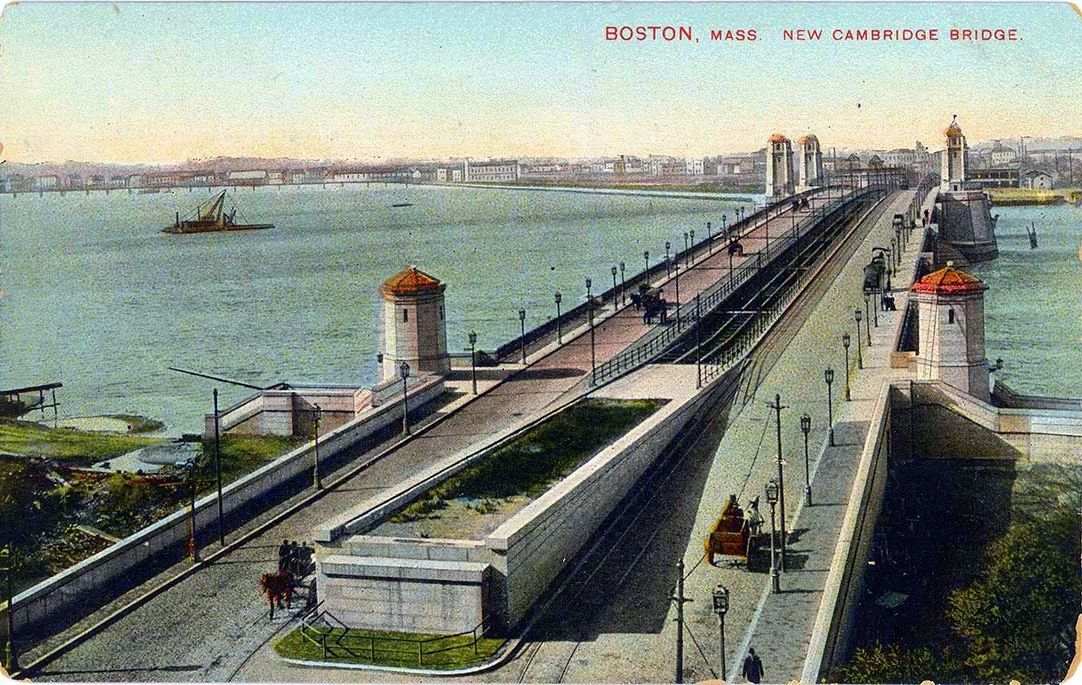
1912年，从波士顿侧望向剑桥大桥(如今的朗费罗大桥)，大桥中间未完成的铁轨用于地铁红线，两侧清晰可见的铁轨用于有轨电车。

### 剑桥隧道
地铁红线是波士顿四条地铁线中最晚修建的一条。绿线、橙线和蓝线分别于1897年、1901年和1904年投入运营。
剑桥隧道是红线地铁用于连接哈佛广场和波士顿市区的隧道。由于地铁线中间站点数量设置的争议，导致隧道施工进程受到阻碍。市长沃德威尔及剑桥市居民希望设置至少5座地铁站，然而郊区的居民希望设置车站尽量少，甚至只在中央广场设置一座车站，以此减少进城所需的时间。长久的争论过后，终于达成妥协，在波士顿和哈佛广场之间的中央广场和肯德尔广场设置两座地铁站。工程因此得以在1909年开始动工。:41
哈佛站至公園街站段地铁最早由波士顿高架铁路公司运营，1912年3月23日投入使用。如今的哈佛公交车隧道曾经是一座封闭车站，可以与有轨电车直接换乘。从哈佛站出发，剑桥隧道修建在马萨诸塞州大道下方，途径中央站并直到与主街交汇后沿着主街延伸到肯德爾/麻省理工學院站。地铁在朗费罗桥附近钻出地面，通过大桥中央预留的铁路到达波士顿。进波士顿后，红线有一段很短的高架铁轨，其下方是车流密集的查尔斯环岛。地铁在灯塔山附近迅速钻入地下，到达公园街站地下二层的站台。1932年，在查尔斯环岛上方新建了查尔斯河站，如今改称为查尔斯/麻省总医院站。
1973年12月，查尔斯站重命名为查尔斯/麻省总医院站，1978年8月7日肯德尔站重命名为肯德尔/麻省理工学院站。

### 多切斯特隧道及延长线

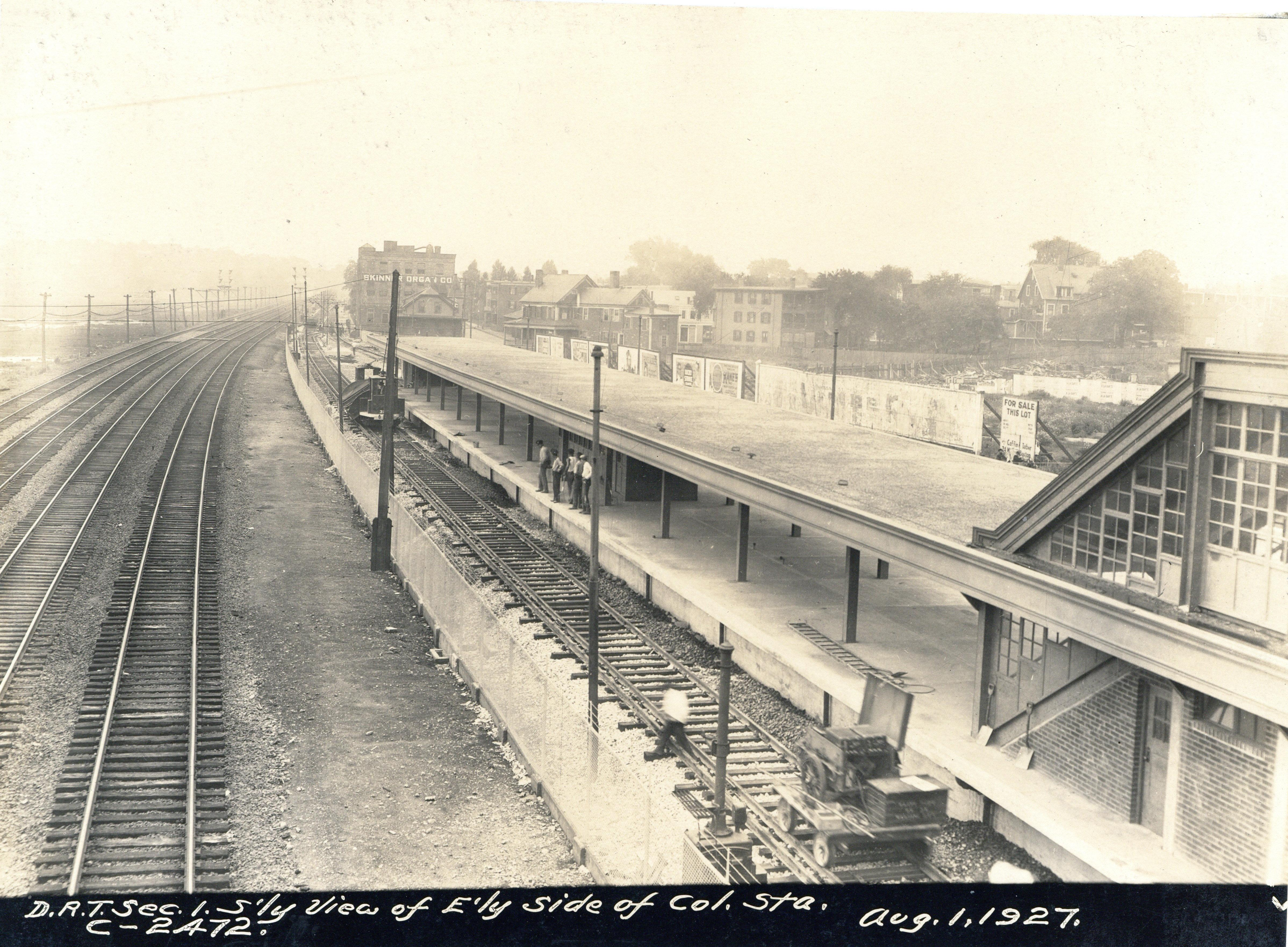
1927年，多切斯特延长线上建设中的哥伦比亚站，后来成为肯尼迪博物馆/马萨诸塞省大学站

多切斯特隧道上的华盛顿街站和波士顿南站分别于1915年4月4日和1916年12月3日正式开业。在这两站分别可以换乘华盛顿隧道和大西洋大道高架。之后，线路规划者继续将这条隧道延长，1917年12月15日，延长线上的百老汇站正式通车，1918年6月29日，安德鲁站开放运营。这两个站内都可以换乘有轨电车。百老汇站分为上下两层，地下一层是有轨电车，地下二层为地铁。由于大多数有轨电车线路缩短，并只到安德鲁站，百老汇站地下一层的有轨电车于1919年废弃，变成夹层大厅。
紧接着隧道修建的是多切斯特延长线，这条延长线就是如今的阿什蒙特支线。1870年，肖马特支线铁路设立了路权并于1872年被旧殖民地铁路收购。旧殖民地铁路利用路权修建了多切斯特及米尔顿铁路，与其干线铁路相连。纽约、纽黑文和哈特福德铁路将这条客运线运营到1926年9月4日。之后客运服务被终止，在这条线上修建多切斯特延长线。
多切斯特延长线是分段开放的。延长线第一阶段于1927年11月5日完工，从安德鲁站往南延伸并沿着就殖民地铁路的西侧一直修建到菲尔兹角站。在前旧殖民地铁路车站上修建了哥伦比亚站和萨文山站。第二阶段延长线一直修建到阿什蒙特站 和科德曼车库。二阶段延长线于1928年9月1日通车，重建了肖马特站。阿什蒙特－马塔潘高速线于1929年8月26日建成，兴建了雪松林站。

### 马萨诸塞湾交通局时期及品牌化

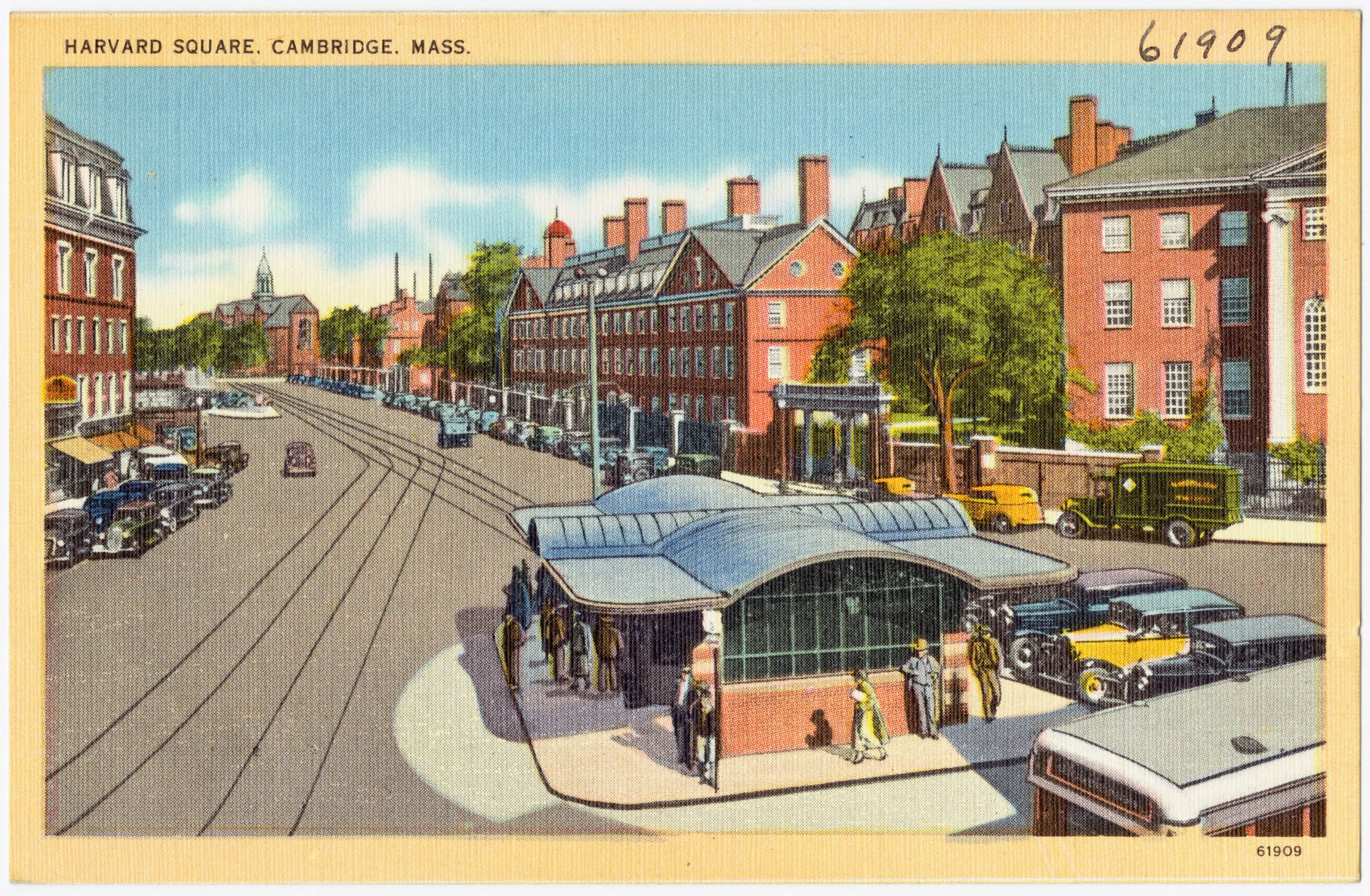
因为当时地铁剑桥方向终点站为哈佛大学，学校主色调为绯红色，因此地铁被命名为红线。

多切斯特延长线完工后，地铁线被命名为剑桥-多切斯特隧道，并在地图上标识为“1号线”。1964年8月，马萨诸塞湾交通局在接管地铁后，将其作为波士顿地区公共交通网络的重要一部分进行宣传。1965年8月26日，交通局对整个系统进行品牌重塑，根据覆盖地区及历史，为四条主要地铁线打上颜色标签。剑桥-多切斯特隧道因剑桥端的终点站为哈佛大学，用学校的主色调绯红色将地铁命名为红线。
1968年地铁南部支线被分配了不同的字母编号。A支线为昆西支线，计划延伸至南布伦特里；C支线为阿什蒙特支线；B支线可能是为规划中的布伦特里至布罗克顿支线所预留。1994年，交通局利用新的电子标志，为线路重新分配字母编号，“A”为阿什蒙特方向，“B”为布伦特里方向，“C”为灰西鲱方向。

### 南部海岸线
1965年7月28日，MBTA与纽黑文铁路签署合约，购买堡点海峡和南布伦特里之间长达11英里（18）的旧殖民地铁路干线铁轨，以便在海岸走廊兴建地铁。线路预计两年内完工。合约同时约定交通局每年向剩余的通勤铁路线资助120万美元。原先规划的南部海岸线与红线相对独立，后来方案改变，决定将其改为红线的南部支线。
南部海岸线的第一阶段于1966年开始动工，1971年9月1日投入运营。红线在曾经的哥伦布站，如今的肯尼迪博物馆/马萨诸塞大学站北部铁路立交分出支线。支线最北站为北昆西站，随后经过沃拉斯顿站和昆西中心站。

#### 布伦特里延长线

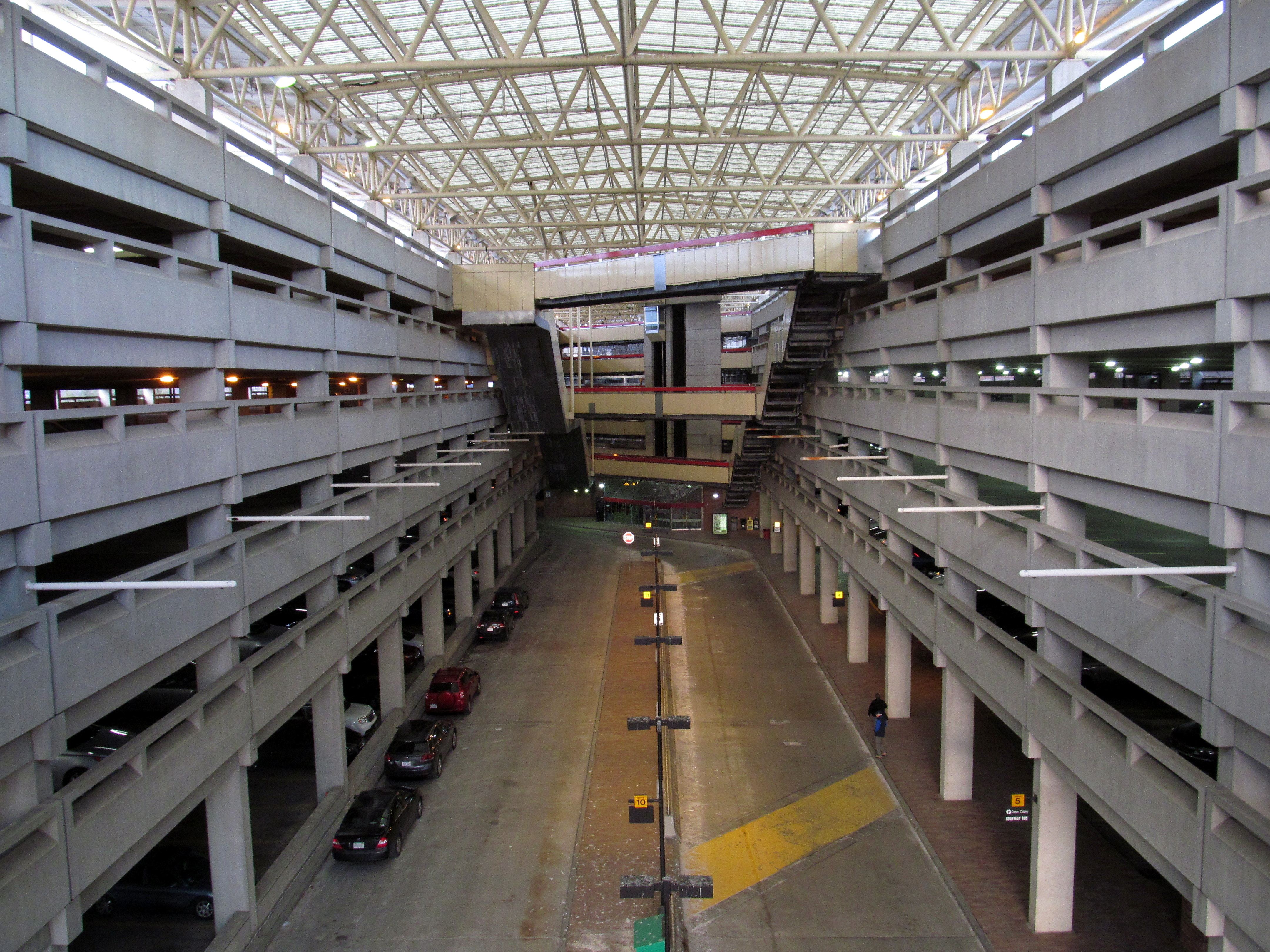
昆西亚当斯和布伦特里站均有大型停车楼以方便郊区出行。

过了昆西支线站后，紧接着的是向西南方向延伸的布伦特里延长线。延长线通向布伦特里站，于1980年3月22日投入使用。1983年9月10日，在站点之间增设昆西亚当斯站。布伦特里延长线是1965年大型拓展规划的一部分，1969年发布的波士顿交通规划审查中提及了在昆西中心站之后增设北布伦特里和南布伦特里站。由于布伦特里站的选址争议，工程被延期。
包括昆西亚当斯站和布伦特里站在内的部分波士顿地铁系统区段起初因为离市中心过远而收取双倍票价。乘客在入站和出站时需要分别支付一次车票。2007年票务系统更改时，取消了布伦特里站双倍车票。

### 西北延长线

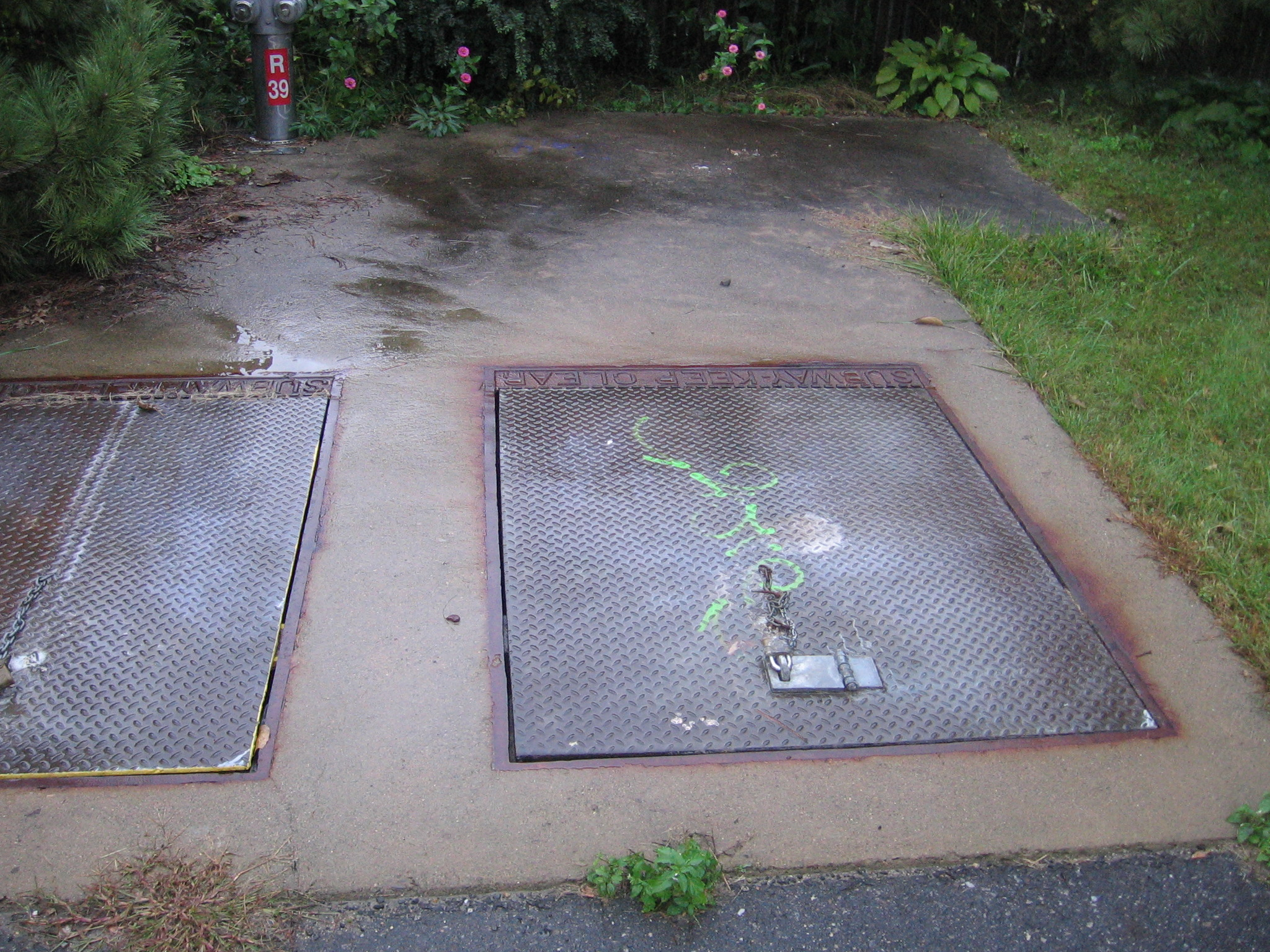
红线隧道的出入口，为潜在的雷克星顿的延长线而预留。

为了修建红线西北延长线，1979年3月24日开始，哈佛公交车隧道暂时关闭，地铁延长至哈佛/布拉特尔以方便乘客换乘公交。1981年1月31日，原先的哈佛站永久关闭并拆除，并建立了哈佛/霍利奥克临时车站。1983年9月2日起，这两座临时车站关闭，新的哈佛站与9月6日正式开放。列车在戴维斯广场转向。艾略特车库被拆除，并在此建起了哈佛肯尼迪政府学院。
1984年12月8日，红线开通途径波特站到达戴维斯站的延长线。1985年3月30日，延伸至灰西鲱站，也是目前红线的终点站。由于灰西鲱站车库还未完工，低峰时期所有列车都经停此站，上下班高峰时只有阿什蒙特列车经停此站。1985年12月26日，灰西鲱车库完工，从此开始，所有列车都到达灰西鲱站。修建延长线期间，交通局提出了地铁艺术项目，为新增地铁站增加公共藝術设计，提升美感。
原计划中，红线从哈佛广场延伸至列克星敦128号州道出口附近。列克星敦市政府极力支持该项目，然而遭到阿灵顿市内反城市化居民的阻挠，红线终结于灰西鲱站。

### 20世纪80年代

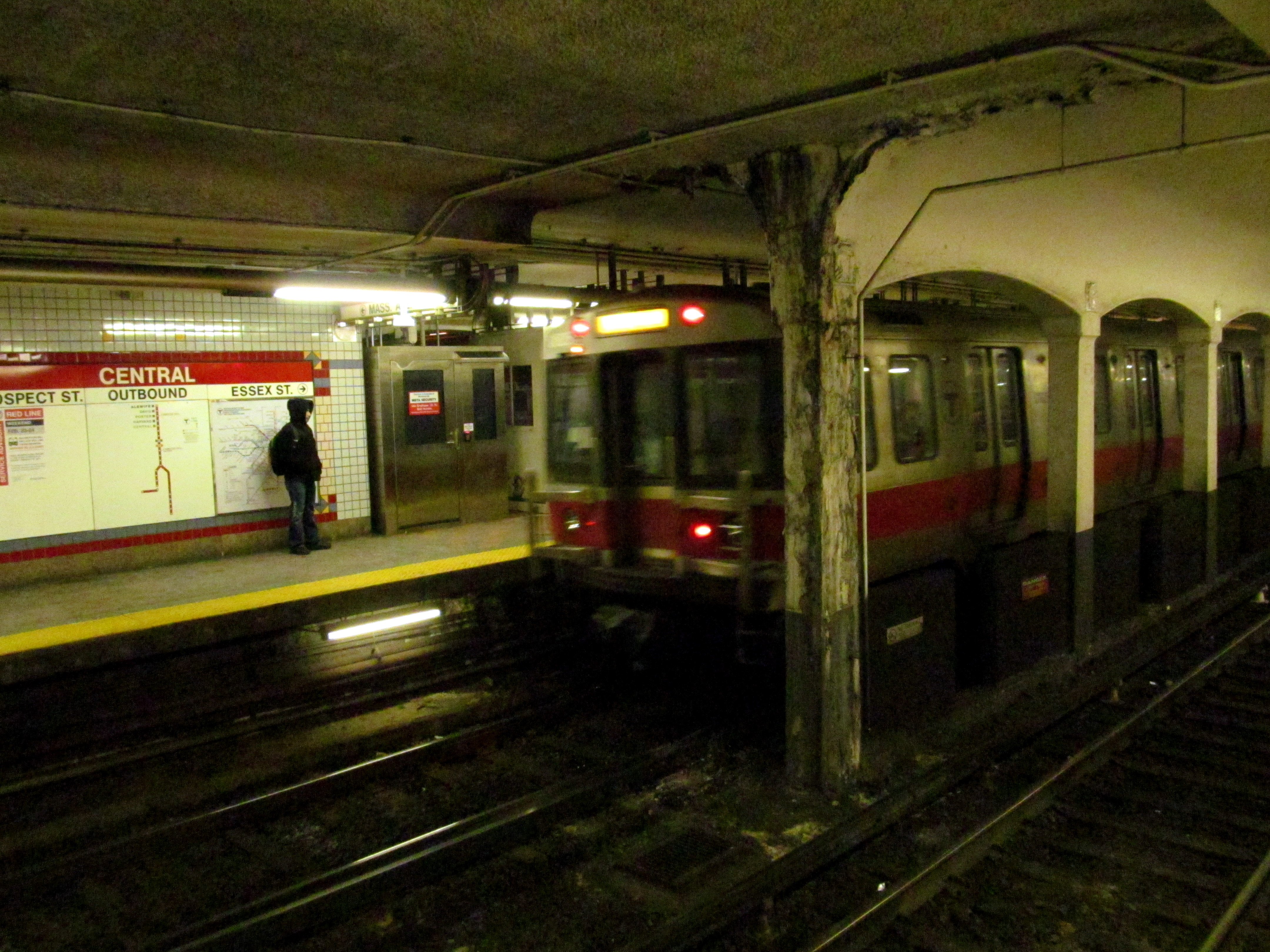
中央广场站的旧站台

为容纳6节车厢的列车，MBTA在70年代开始加长车站站台。西北延长线和南部海岸线的站台由于是新建的，可以容纳6节车厢。肯尼迪博物馆/马萨诸塞大学站是第一个被改造的车站，于1970年开工。随后，阿什蒙特和肖马特站改造工程与1981年动工。1984年至1987年间重建了剩下的车站。例如中央广场站和市中心十字站，新的地铁站从结构上来讲与旧车站大有不同。1988年1月21日起，红线正式开始使用6节车厢长的列车。
肯尼迪博物馆/马萨诸塞大学站为红线布伦特里支线单独设立了一个站台，于1988年12月14日开放。从那时起，线路的配置基本上不再变化。

### 21世纪10年代
2012年1月，麻州中央交通规划局公布了拓宽93号州际公路的设想，需要重新规划肯尼迪博物馆/马萨诸塞大学站。红线两条支线经过这一站时暂时不分开停靠，公用同一站台，在车站南部某处再分开。另一个站台被临时划分给旧殖民地线和格林布什线通勤铁路。
2013年，马萨诸塞湾交通局开始对朗费罗桥进行修复，耗资2.55亿美元。红线经过费朗罗桥横跨查尔斯河，连接肯德尔/麻省理工学院站和查尔斯/麻省总医院站。工程期间，替换铁轨需要用公交车接驳替代红线该段服务25周。大桥车辆通道在修复的3年中一直关闭。2018年5月，大桥修复完成。
2015年12月10日，一辆从布伦特里站开往北昆西站的红线列车在正常运营的轨道上行驶，然而驾驶员并不在列车上。交通局切断供电轨道的电力才最终让列车停下来。事故发生后，马萨诸塞湾交通局声称列车的系统被篡改，并不是一起故障。晚些时间对其声明做出更正，事故由操作人员失误导致。
2018年2月21日清晨9点20分，一辆驶向安德鲁站的列车电机故障，导致列车出轨，损毁90米铁轨。事故车辆至少三扇车窗破损，安德鲁站及车厢内充斥着浓烟。前后三站红线服务停运长达7.5小时，用公交车作为摆渡车往返于这些车站，严重干扰了轨道交通系统的运行。
2019年6月11日，一辆红线列车在肯尼迪博物馆/马萨诸塞大学站北侧脱轨，撞毁了三个用于控制车站联锁的信号设备棚。截至2019年6月21日，未来数月内红线列车发车班次预计被限制到每小时10班车（通常为每小时13-14班车），以便对信号机进行修复。经查明，列车驱动电机元件接地故障产生的火花损坏了车轮的轴承，导致轴承断裂列车脱轨。

## 冬季问题及防灾工作

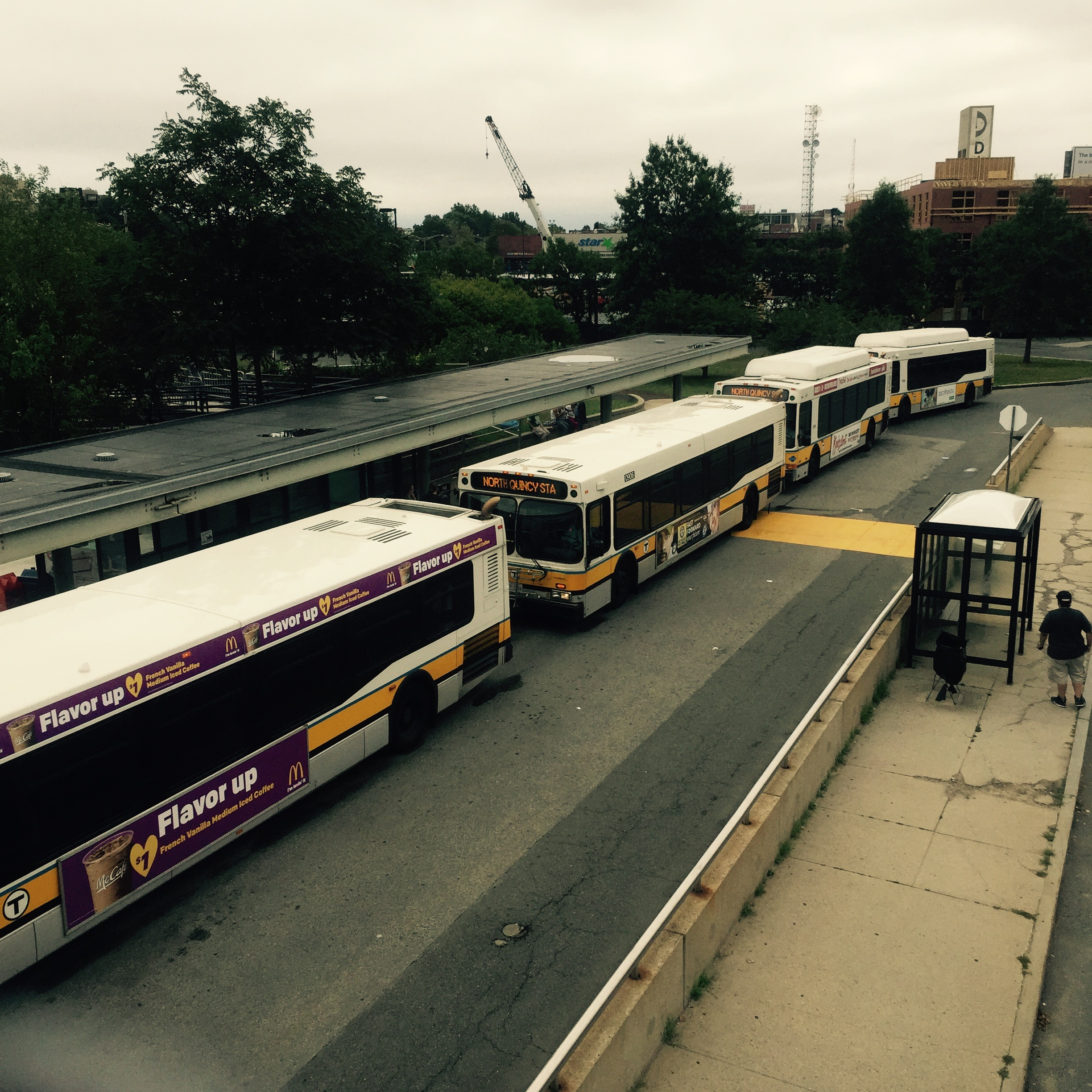
2015年冬季防灾工作期间，肯尼迪博物馆/马萨诸塞大学站至北昆西站之间服务由公交车代替

在2014年底至2015年初的极端恶劣气候中，大雪造成马萨诸塞湾交通局公共交通系统多次停摆。地铁红线和橙线的地上段在风暴中尤其脆弱，由于暴露在大雪中，轨道结冰导致线路中断。系统中任意一辆列车失去动力停运后，地铁线上所有列车都受到严重影响。没有列车持续碾压铁轨上的雪，铁轨很快就被大雪完全覆盖住。（地铁蓝线地上段由于临海，空气中带有腐蚀性盐，列车使用顶部悬挂式供电线路，并不存在结冰问题。）
2015年，交通局在冬季防灾工程中投入8370万美元，大部分用于改造红线和橙线，避免类似问题再次发生。布伦特里支线肯尼迪博物馆/马萨诸塞大学和沃拉斯顿站之间基础建设陈旧，大部分建筑在堤坝上，十分脆弱。新铺设的供电轨道使用不同的金属材料减少磨损，带有加热功能，并安装有挡雪设施。工程不包含沃拉斯顿更南部部分 。
2016年7月，交通局财政和管理控制委员会批准一项1850万美元的合同，完成对南部剩余部分的改造。工程对菲爾茲角和萨文山之间铁轨的供电轨道进行替换，对北昆西至布伦特里间的信号系统进行升级，并替换昆西中心、昆西亚当斯和布伦特里的铁轨，于2016年下半年完工。

## 车辆
地铁红线使用标准轨距重型铁路，马塔潘段上使用有轨电车。地铁列车为六节车厢组成的动力分散式列车，由600V直流電 軌道供電。
南波士顿的卡伯特车库是红线地铁列车维护站，车库入口在肯尼迪博物馆/马萨诸塞大学站北部的哥伦比亚交汇口。除此以外，夜晚列车停运后，也停放在布伦特里的卡迪根车库、阿什蒙特的科德曼车库和灰西鲱站西部铁轨上。哈佛站附近的艾略特车库曾用于停放东波士顿隧道地铁(如今的波士顿地铁蓝线)列车和红线列车，后来于20世纪70年代被拆除。
| 生产年份  | 制造商     | 型号   | 车长                 | 车宽              | 列车编号  | 服役期间  | 列车数量          |
| --------- | ---------- | ------ | -------------------- | ----------------- | --------- | --------- | ----------------- |
| 1969–1970 | 普尔曼标准 | 红线#1 | 21.18米（69.49英尺） | 3.1米（122英寸）  | 1500-1523 | 1969–至今 | 24                |
| 1969–1970 | 普尔曼标准 | 红线#1 | 21.18米（69.49英尺） | 3.1米（122英寸）  | 1600–1651 | 1969–至今 | 44 （38节使用中） |
| 1987–1989 | UTDC       | 红线#2 | 21.26米（69.75英尺） | 3.05米（120英寸） | 1700–1757 | 1987–至今 | 58                |
| 1993–1994 | 龐巴迪運輸 | 红线#3 | 21.18米（69.49英尺） | 3.05米（120英寸） | 1800–1885 | 1993–至今 | 82 （78节使用中） |
| 2019–2023 | 中国中车   | 红线#4 | 21.18米（69.49英尺） | 3.05米（120英寸） | 1900–2151 | 预计2020  | 0                 |

### 1912年剑桥地铁和1928年多切斯特列车

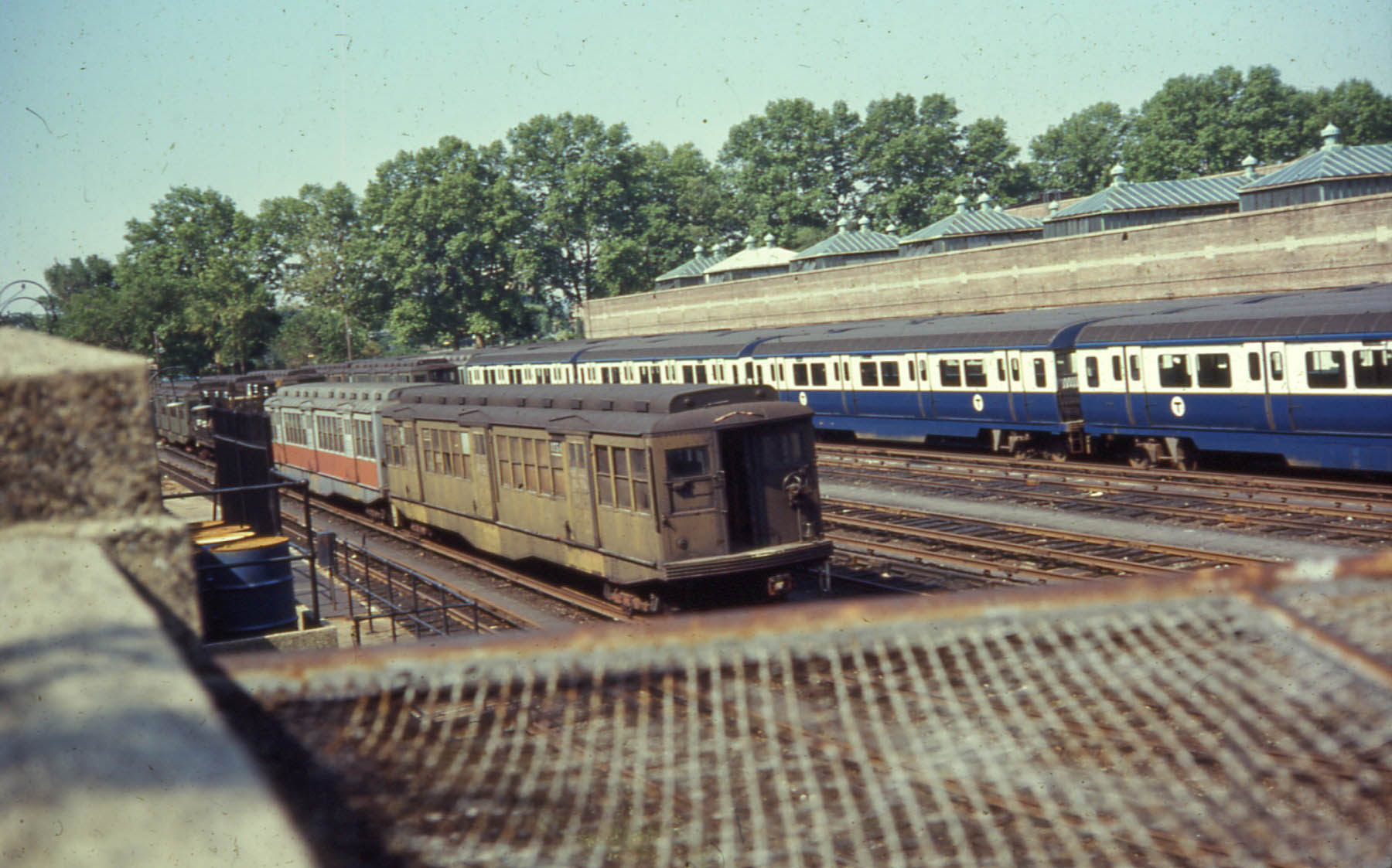
停靠在艾略特车库的重轨列车，车型与1912年列车相似，照片拍摄于1967年。

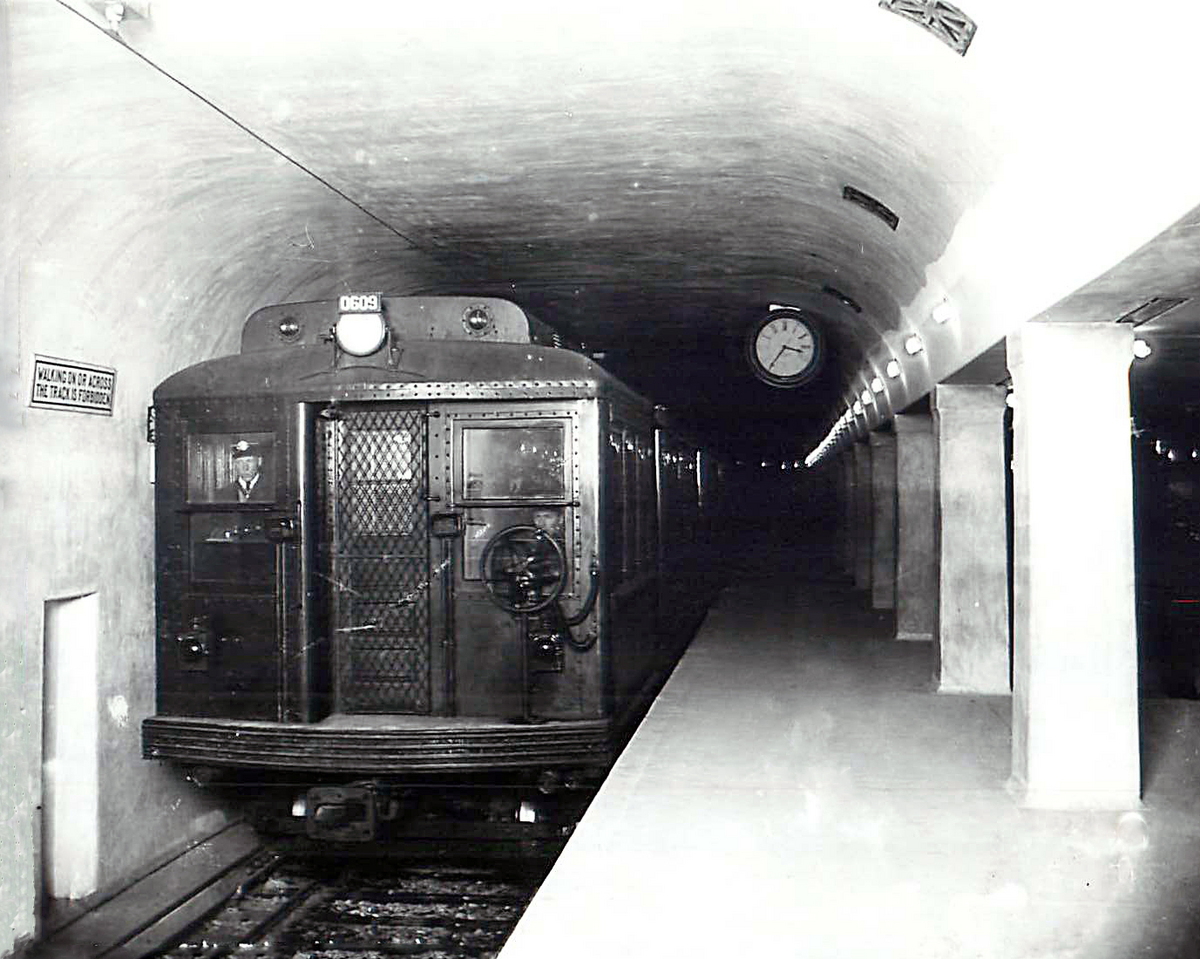
1912年，停靠在哈佛站的地铁列车

剑桥地铁列车于1912年开始运营，40节列车由标准钢铁列车公司生产，另外20节由拉科尼亚列车公司生产。他们对波士顿现有地铁进行研究后，设计生产了这种长约69英尺（21），重约85,900英磅（39,000）的大容量列车。列车每侧有三个滑动门均匀分布。列车首次亮相时是当时世界上容量最大的地铁列车。:127后来，布魯克林-曼哈頓運輸股份有限公司为纽约地铁生产的标准列车和费城百老汇街地铁列车均采用了类似设计。

### 1963年普曼列车

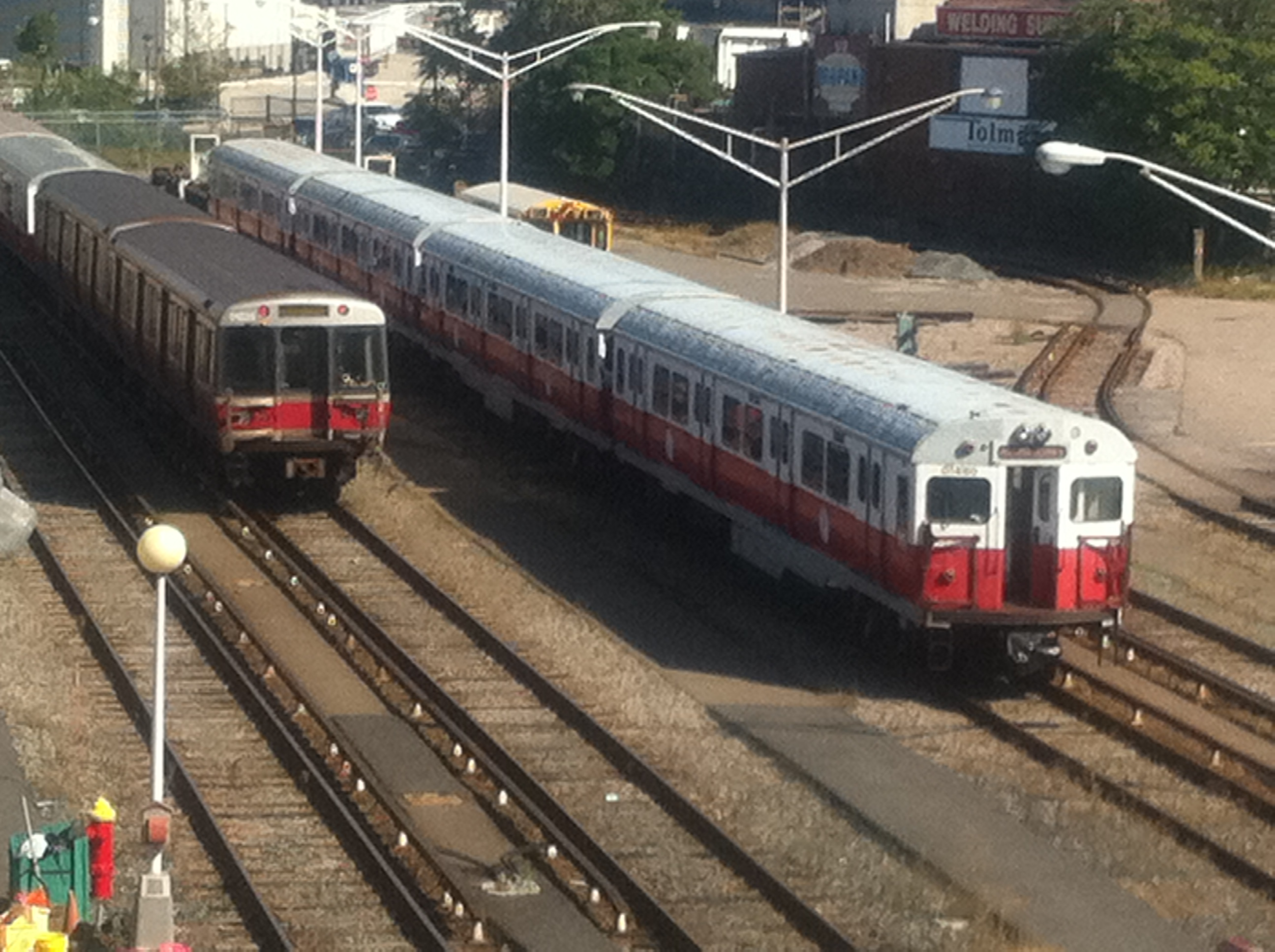
停放在卡伯特车库的1400系列车

上述的剑桥-多切斯特车队一直服务到1963年，然后被普曼标准编号为01400-01491的92节车厢一次性替换。这些碳钢车最初为蓝、白和金色涂装（麻薩諸塞州的主题颜色），并一直保留到80年代初。为了迎接灰西鲱延长线的开放，所有列车被漆为红色。列车没有安装空调系统，之后的地铁列车均设有空调。由于不能六节车厢连接，1400系普曼列车于1994年退役。1800系列车投入使用后，四节车厢作为作业车辆被保留下来，另有六节车厢被存放在肯纳邦克波特的海滨有轨列车博物馆。

### 铝制车身列车

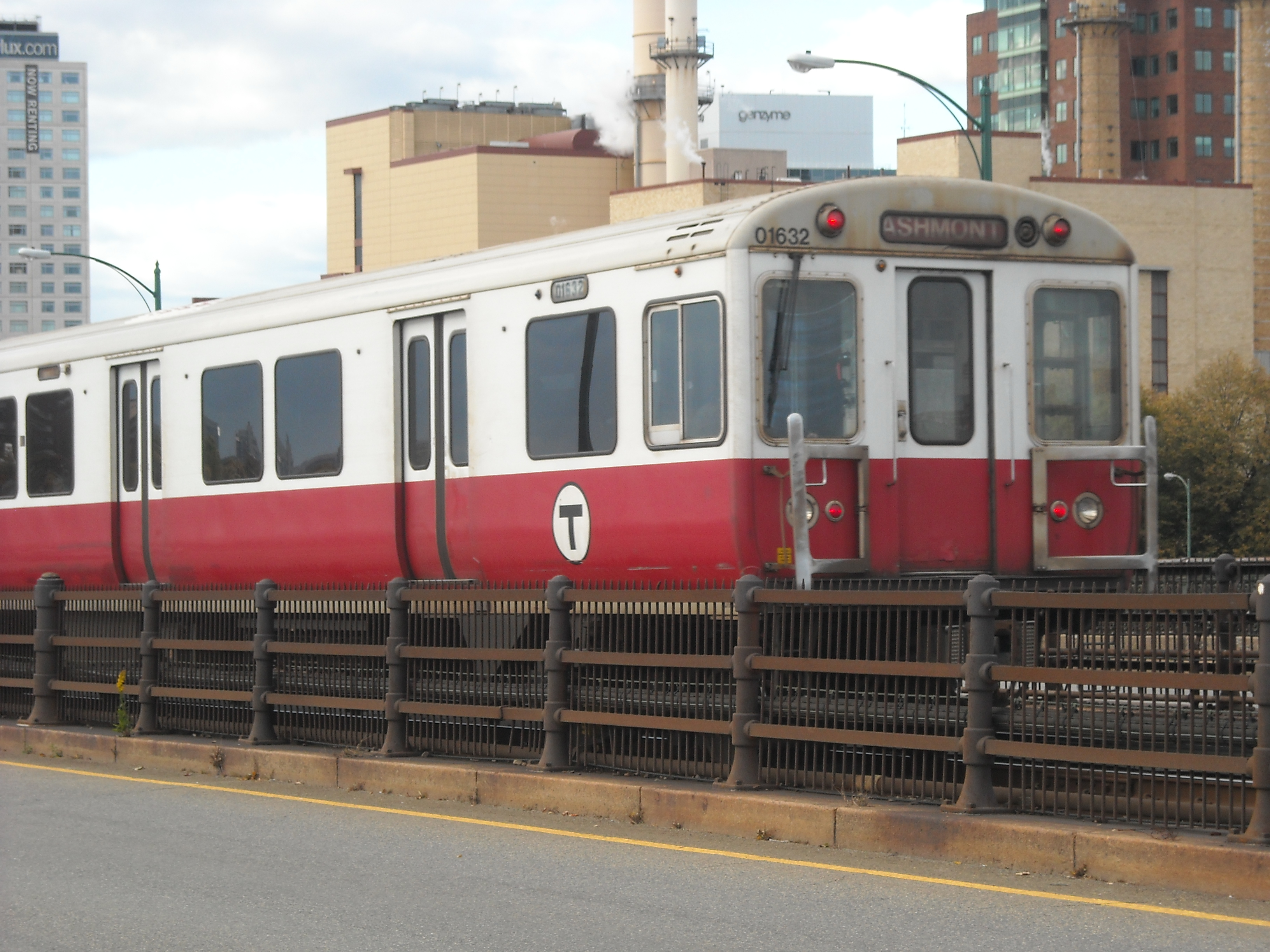
1600系列列车经过朗费罗桥

一共使用过三种铝制结构列车：1969-1970年，普曼标准编号1969-1970的1500系列车和1600系列车（也被称作1号车队），UTDC1988年生产的1700–57型列车（被称作2号车队）。每辆列车可载客62至64人，截至2015年有大概132列车厢服役，包括那些最老的车厢仍在MBTA系统中使用。所有列车都被漆为白色带上红边。

这些列车使用传统的直流牵引电机，由西屋公司生产，并可以相互操控。1500系和1700系也可以单列运行，但实际上他们一直是串联运行的。1600系列车只能串联运行。

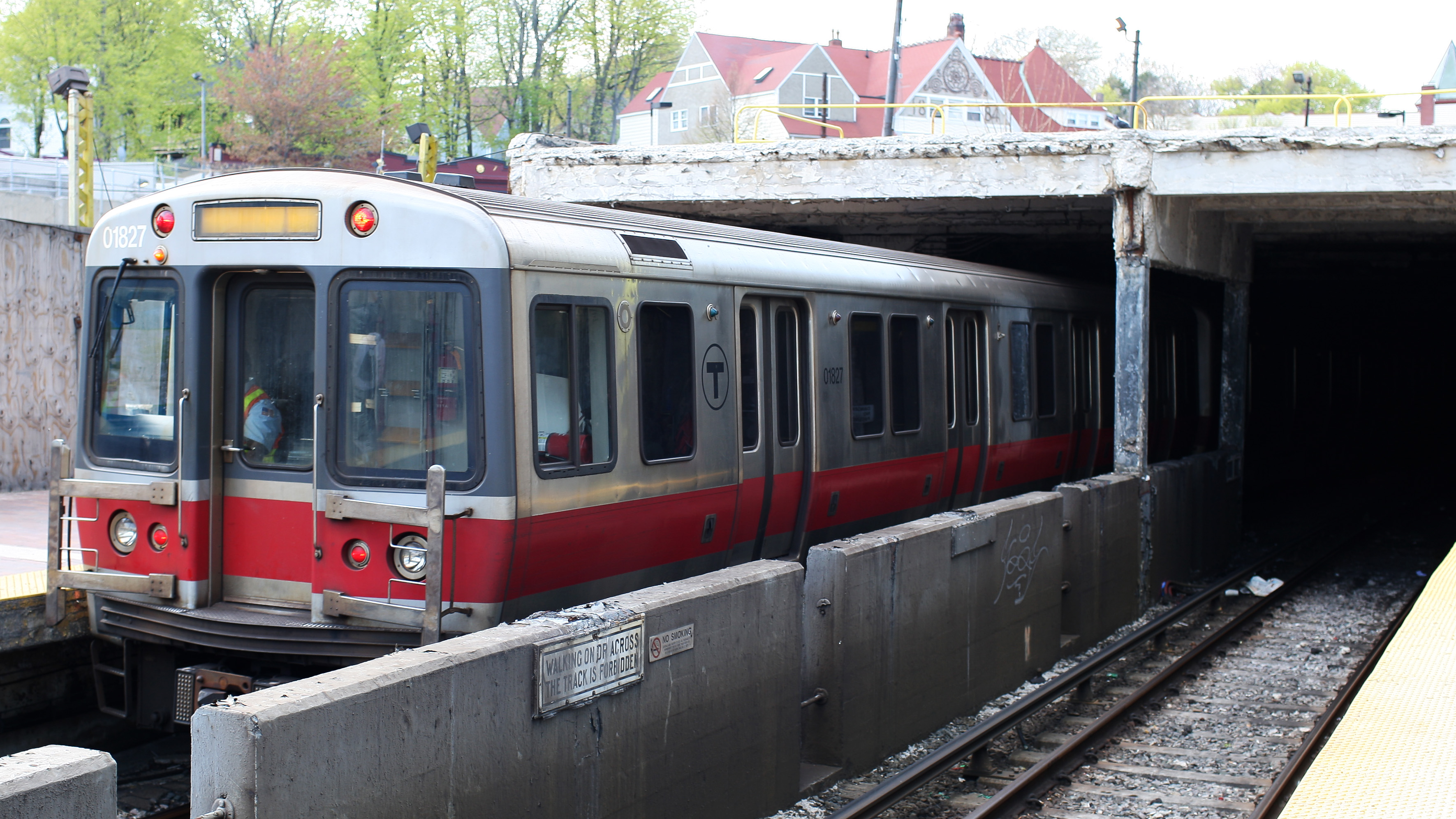
1800系列车

### 不锈钢车身列车
1800-85系不锈钢车身列车由庞巴迪运输公司于1993至1994年间生产。列车组件在加拿大生产，并在佛蒙特州巴里组装。这个系列列车被称作3号车，共有86节车厢服役。列车安装有自动化到站广播系统，列车到站时播报站名，安装在天花板上的LED同步显示站名。这些列车为不锈钢车身，车身下半部分为红色，车头有黄色液晶显示屏。列车原本使用红色布质座椅，21世纪早期换为黑色皮质座椅。最近，这些皮质座椅被换成防破坏加强毯式座椅，包含多色图案。

列车使用通用电气生产的交流牵引电机，并配有固态电子器件控制。这些列车只能串联配合使用，并在紧急情况下能与老式车厢一同使用。

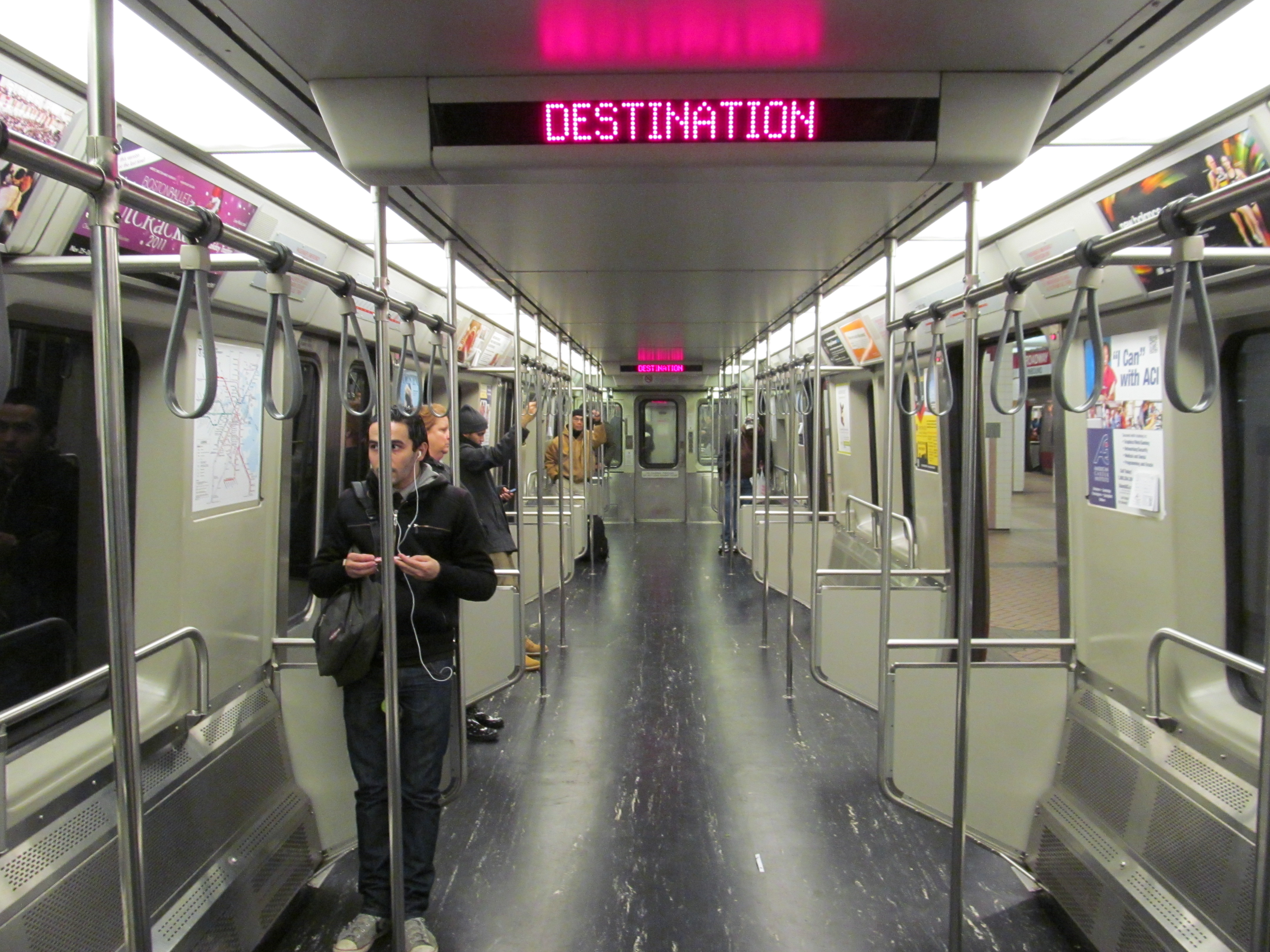
大红色列车内饰

### 大红色高运量列车

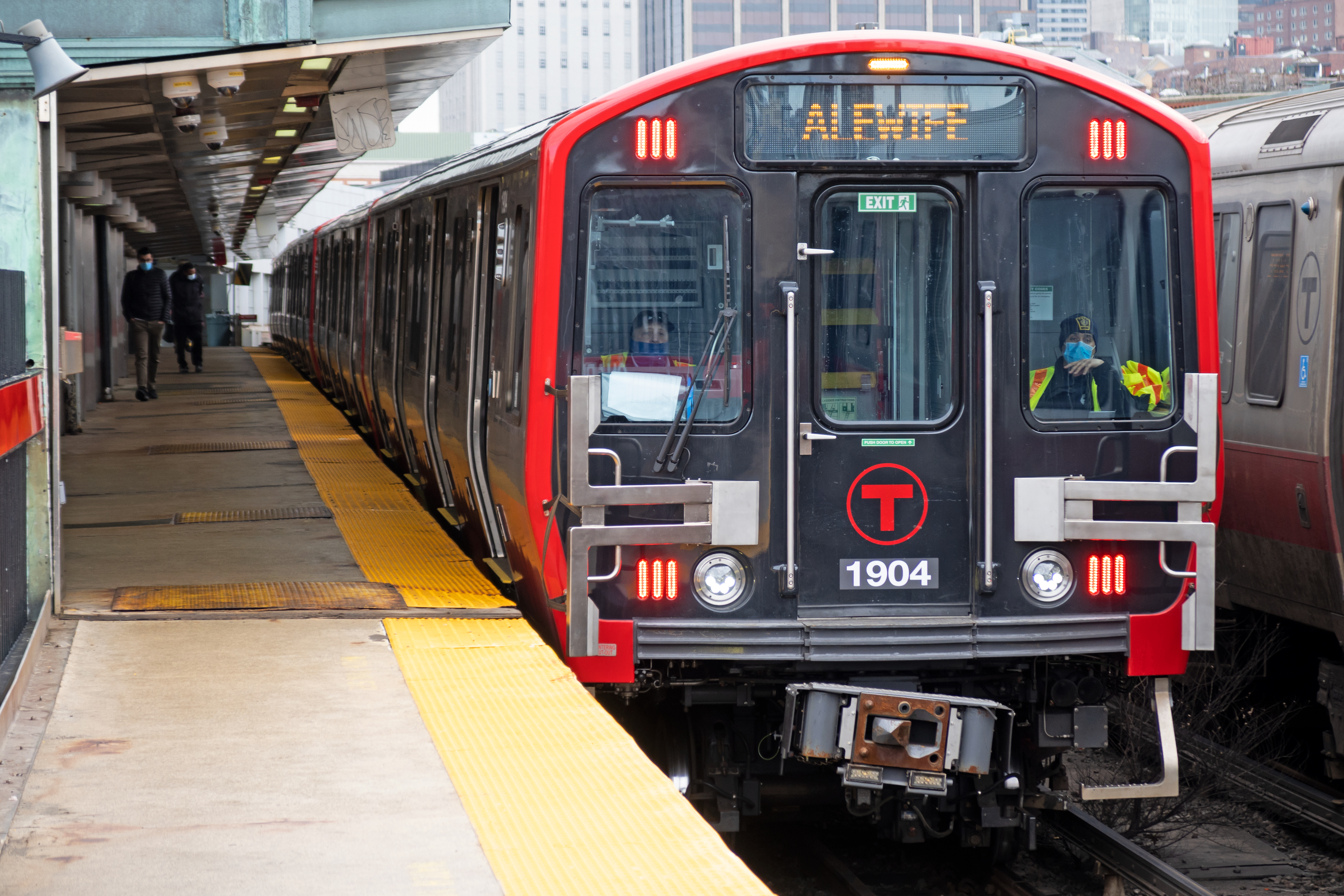
停靠查尔斯／麻省总医院站的灰西鲱站方向列车（2022年2月）

2008年12月，为增加容量，MBTA开始使用改造过的无座椅1800系列车。MBTA是美国第一个为了这个目的改造车厢的地铁运营单位。这些列车被标识为“大红色”列车，车门上有巨大贴纸标明。车站内自动报站系统提示乘客到站的为高运量列车。到目前为止，MBTA只有一列改造过的列车，仅在早上班高峰开往灰西鲱站，晚高峰时开往布伦特里站。

### 中车长客制列车 - DKZ91 型

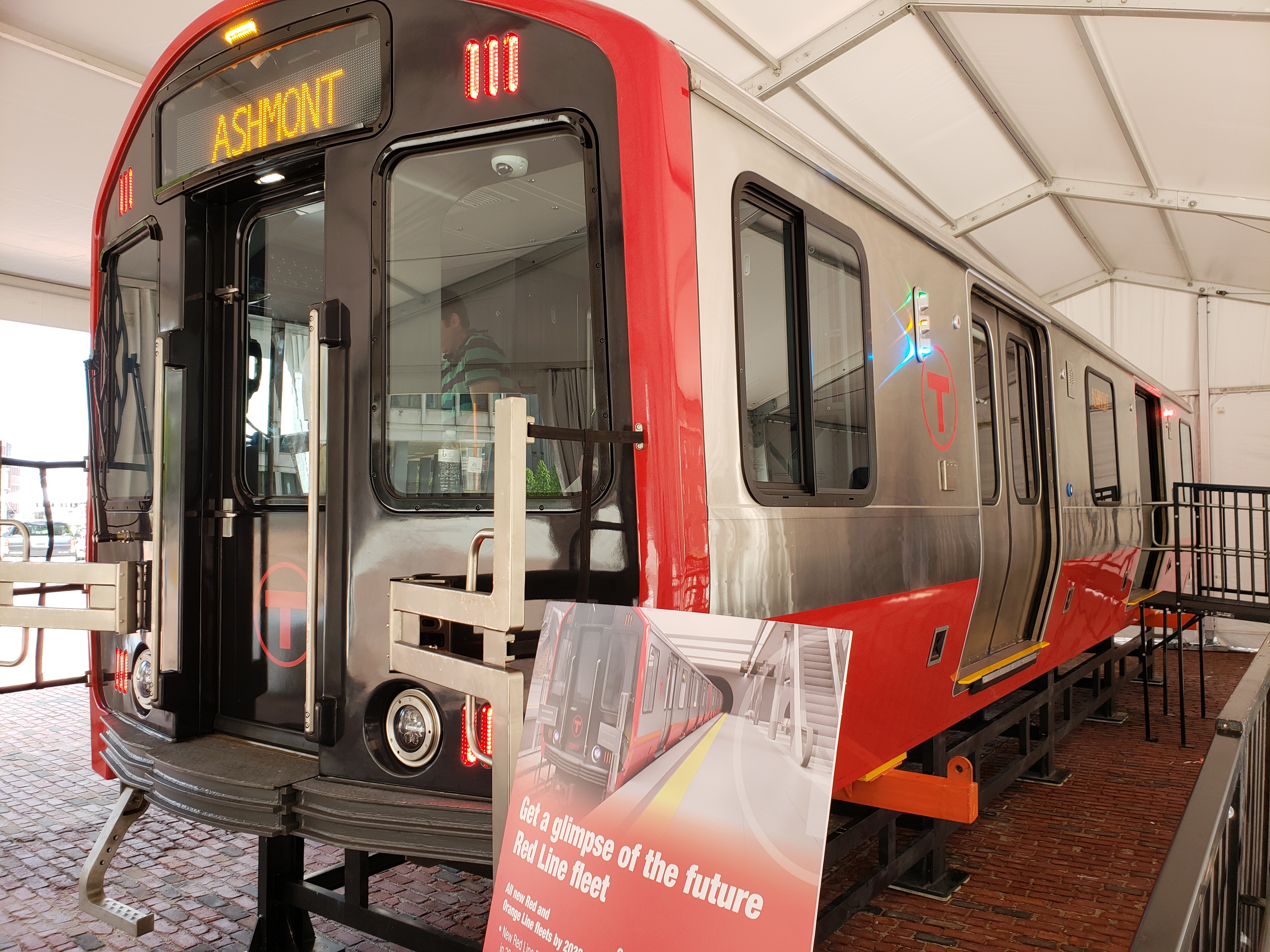
2018年8月展出的新列车样车

2013年10月，马萨诸塞州交通部宣布计划斥资13亿美元购置74节新的红线和橙线地铁列车，用于替换掉老旧的1500系和1600系列车。并打算进一步购置58节列车替换1700系列车。2014年10月22日，交通部批出5.666億美元合約予北車（該年稍後併入中車），以建造152节新车车厢供橙線使用，以及132节新车车厢供紅線使用；两种新车均以两节车厢为一列，可进行两列或三列的重联运营，其中红线新车的制造商型号为 DKZ91（由 DK301 和 DK302 两种车厢组成）。
中国中车集团在马萨诸塞州斯普林菲尔德前新英格兰西屋公司地址上设立生产基地，用于制造新的列车（另有13亿美元将用于测试、信号更新和维修设施扩张等方面），其中红线列车预计2019年开始交付，2023年全部交付完成。每列新车将多载15名乘客，每节车厢有4个轮椅驻车位并有闭路电视监控；车厢车门将更加宽大，使上下乘客更加迅速，单扇车门故障时也能让轮椅通过。
由于1800系列车维护成本逐步上升，2016年12月，管理局选择向中车集团购置更多同款列车将其替换。订单采购120列列车，花费2.77亿美元。全部列车交付后，高峰期红线发车间隔可以缩短至3分钟。红线的信号系统预计于2023年完成更新，与橙线信号系统更新合计花费2.18亿美元。
2019年10月8日，马萨诸塞湾交通局在起官方推特上宣布其红线首批新列车通过卡车运抵卡博特车库。车辆交付后，交通局开始对列车进行测试，并准备将新列车投入使用。首列红线新车于2020年12月30日投入运营，但由于受到橙线新车出轨事故的影响，该组列车于2021年3月16日暂时退出运营以进行相关调查，并于2022年1月重新投入运营。

## 艺术与建筑
马萨诸塞湾交通局是美国第一个提出在地铁中加入公共艺术元素的机构，并为项目起名为地铁艺术（英語：Arts on the Line）。项目为红线西北延长线站点增设各种公共艺术品。该项随后被美国其他城市争相效仿。
肯德尔/麻省理工学院站设置的艺术品为《肯德尔乐队》，由保罗·马蒂斯创作。行人可以与艺术品互动，激活墙上的三个发声装置。灰西鲱站顶部悬挂的霓虹燈叫做《红线的终点》，由波士顿艺术家亚历山卓和莫伊拉·希娜创作。近三十年新建的或新翻修的车站都设有公共艺术。
MBTA网站上提供公共艺术目录，涵盖其六条主要线路上所安装的90多个艺术品。指南可供下载，包含详细的照片、标题、艺术家、地点和描述等信息。
新建成的地面车站，例如灰西鲱站、布伦特里站和昆西亚当斯站都有大的停车楼，他们是粗野主义建筑的代表。

## 車站列表
| 中文站名 | 英文站名 | 所在地                           | 啟用日期       | 轉乘及備註 |
| --- | -------- | -------------------------------- | -------------- | --- |
| 灰西鯡 |          | 劍橋灰西鯡溪公園道               | 1985年3月30日  | 巴士總站、泊車轉乘停車場、分鐘人自行車道 |
| 戴維斯 |          | 薩默維爾戴維斯廣場               | 1984年12月8日  | 薩默維爾社區徑 |
| 波特 |          | 劍橋波特廣場                     | 1984年12月8日  | 波士頓通勤鐵路、菲奇堡線 |
| 哈佛 |          | 劍橋哈佛廣場                     | 1983年9月6日   | 原有車站在1912年3月23日啟用，1981年1月30日關閉，由現時車站取代 |
| 中央廣場 |          | 劍橋中央廣場                     | 1912年3月23日  | |
| 肯德爾／麻省理工學院                                                                                           |          | 劍橋肯德爾廣場                   | 1912年3月23日  | 原名為肯德爾並使用至1978年8月6日，1982年12月2日至1985年6月25日稱為劍橋中心／麻省理工學院                                                                                                   |
| 查爾斯／麻省總醫院                                                                                             |          | 波士頓劍橋及查爾斯街             | 1932年2月27日  | 原名為查爾斯並使用至1973年12月 |
| 公園街 |          | 波士頓公園、特雷蒙特及冬街       | 1912年3月23日  | 綠線 原名為公園街地下 |
| 市中心十字 |          | 波士頓夏、華盛頓及冬街           | 1915年4月4日   | 橙線及銀線第一期 原名為華盛頓並使用至1987年5月3日 |
| 波士顿南站 |          | 波士頓德維廣場                   | 1916年12月3日  | 銀線第二期及波士頓通勤鐵路南側線 曾經可轉乘大西洋大道高架 |
| 百老匯 |          | 南波士頓百老匯及多徹斯特大道     | 1917年12月15日 | 曾有有軌電車隧道的上層，1919年關閉 |
| 安德鲁站 |          | 南波士頓安德魯廣場               | 1918年6月29日  | |
| 肯尼迪博物馆／麻省大學以北，紅線上升至地面並分岔成為兩條支線，在該站停靠不同的月台。車站以南兩條支線分岔如下： |          |                                  |                | |
| 肯尼迪圖書館／馬薩諸塞大學                                                                                     |          | 多徹斯特哥倫比亞路及莫里西林蔭路 | 1927年11月5日  | 波士頓通勤鐵路：舊殖民地線及格林布什線 原名為哥倫比亞並使用至1982年12月1日，布倫特里月台在1988年12月14日啟用 曾為舊殖民地鐵路而名彎月大道                                                  |
| 分為阿什蒙特及布倫特里                                                                                         |          |                                  |                | |
| |          |                                  |                | |
| 往阿什蒙特 |          |                                  |                | |
| 薩文山 |          | 薩文山大道及悉尼街               | 1927年11月5日  | 曾為舊殖民地鐵路車站，布倫特里支線列車軌道在旁邊但不停靠。 |
| 菲爾茲角 |          | 查爾斯街及多徹斯特大道           | 1927年11月5日  | 曾為肖馬特支線鐵路車站 |
| 肖馬特 |          | 戴頓街                           | 1928年9月1日   | |
| 阿什蒙特 |          | 阿什蒙特街及多徹斯特大道         | 1928年9月1日   | 繼續經10分鐘的阿什蒙特－馬塔潘高速線（1929年12月21日啟用）前往馬塔潘 曾為肖馬特支線鐵路車站 肖馬特支線鐵路的雪松林站現已成為馬塔潘線的車站，在那之後路線與舊多徹斯特及米頓支線鐵路即時匯合 |
| |          |                                  |                | |
| 往布倫特里 |          |                                  |                | |
| 北昆西 |          | 昆西東斯關特姆及漢科克街         | 1971年9月1日   | |
| 沃拉斯頓 |          | 昆西新港大道及比勒街             | 1971年9月1日   | 重建關閉直至2019年末 |
| 昆西中心 |          | 昆西漢科克及華盛頓街             | 1971年9月1日   | 波士頓通勤鐵路：舊殖民地線及格林布什線，自2012年7月起沒有活躍停車場，截至2016年3月正進行取代停車場規劃                                                                                     |
| 昆西阿當斯 |          | 昆西布爾金公園道及中央街         | 1983年9月10日  | 泊車轉乘 |
| 布倫特里 |          | 布倫特里象牙及聯合街             | 1980年3月22日  | 波士頓通勤鐵路：舊殖民地線 泊車轉乘 |

## 拓展阅读
- Cheney, Frank. (2002) Boston's Red Line: Bridging the Charles from Alewife to Braintree, Arcadia Publishing. ISBN 9780738510477